# Státní znak Jordánska
Státní znak Jordánska (arabsky شعار الأردن‎‎) byl přijat  25. srpna 1934 podle návrhu tehdejšího emíra Abdalláha I., který znak navrhl v roce 1921. V únoru 1982 byl znak upraven a byl také vydán oficiální popis znaku.
Znak tvoří:
- Královský plášť s korunou. Koruna symbolizuje monarchii a plášť symbolizuje hášimovský trůn, jeho červená barva představuje oběti zatímco vnitřní bílá čistotu.

- Dvě vlajky velkého arabského povstání, resp. vlajky Hidžázu. Vlajky se skládají ze 3 pruhů - černý, bílý a zelený a červeného klínu, sahající do poloviny délky vlajky. Jsou to takzvané panarabské barvy. Na modernějších verzích je zelený a bílí pruh zaměněn.

- Mezi vlajkami je orel symbolizující sílu, moc a ušlechtilost. Orel sedí na modrém globu symbolizujícího šíření islámu po planetě Zemi.

- Bronzový štít, který představuje obranu pravdy a práva ve světě. Kolem štítu jsou oštěpy, meče, luky a šípy jsou tradiční arabské zbraně.

- Pod tímto štítem jsou vlevo jsou tři klasy pšenice a vpravo palmová ratolest. Pod štítem se na nich zavěšen Nejvyšší řád renesance, druhé nejvyšší jordánské státní vyznamenání.

- Nad Nejvyšším řádem renesance se nachází stuha se třemi arabskými nápisy:
  - nalevo: Kdo hledá podporu a vedení od Boha.
  - uprostřed: král Jordánského hášimovského království.
  - napravo: Abdalláh I. bin Husajn bin Auon.[p. 1]